# إيفون غال
إيفون غال (بالفرنسية: Yvonne Gall)‏ هي مغنية ومغنية أوبرا فرنسية، ولدت في 6 مارس 1885 في باريس في فرنسا، وتوفي بنفس المكان في 21 أغسطس 1972.

## وصلات خارجية
- إيفون غال على موقع ميوزك برينز (الإنجليزية)
- إيفون غال على موقع ديسكوغز (الإنجليزية)